# Faber-Castell
Die Faber-Castell Aktiengesellschaft (Eigenschreibweise: FABER CASTELL) ist ein deutscher Hersteller von Schreibwaren mit Sitz in Stein bei Nürnberg.
Mit einer Produktion von rund zwei Milliarden holzgefassten Stiften pro Jahr ist Faber-Castell der weltgrößte Hersteller von Bunt- und Bleistiften. Das Unternehmen betreibt  Fertigungsstätten in zehn Ländern und Vertriebsgesellschaften in 22 Ländern und hat in über 120 Ländern Handelsvertretungen. Dazu gehört die Faber-Castell-Gesellschaft im brasilianischen São Carlos, die mit einer Produktion von 1,5 Milliarden Stiften pro Jahr die größte Farbstiftfabrik der Welt ist.

## Geschichte

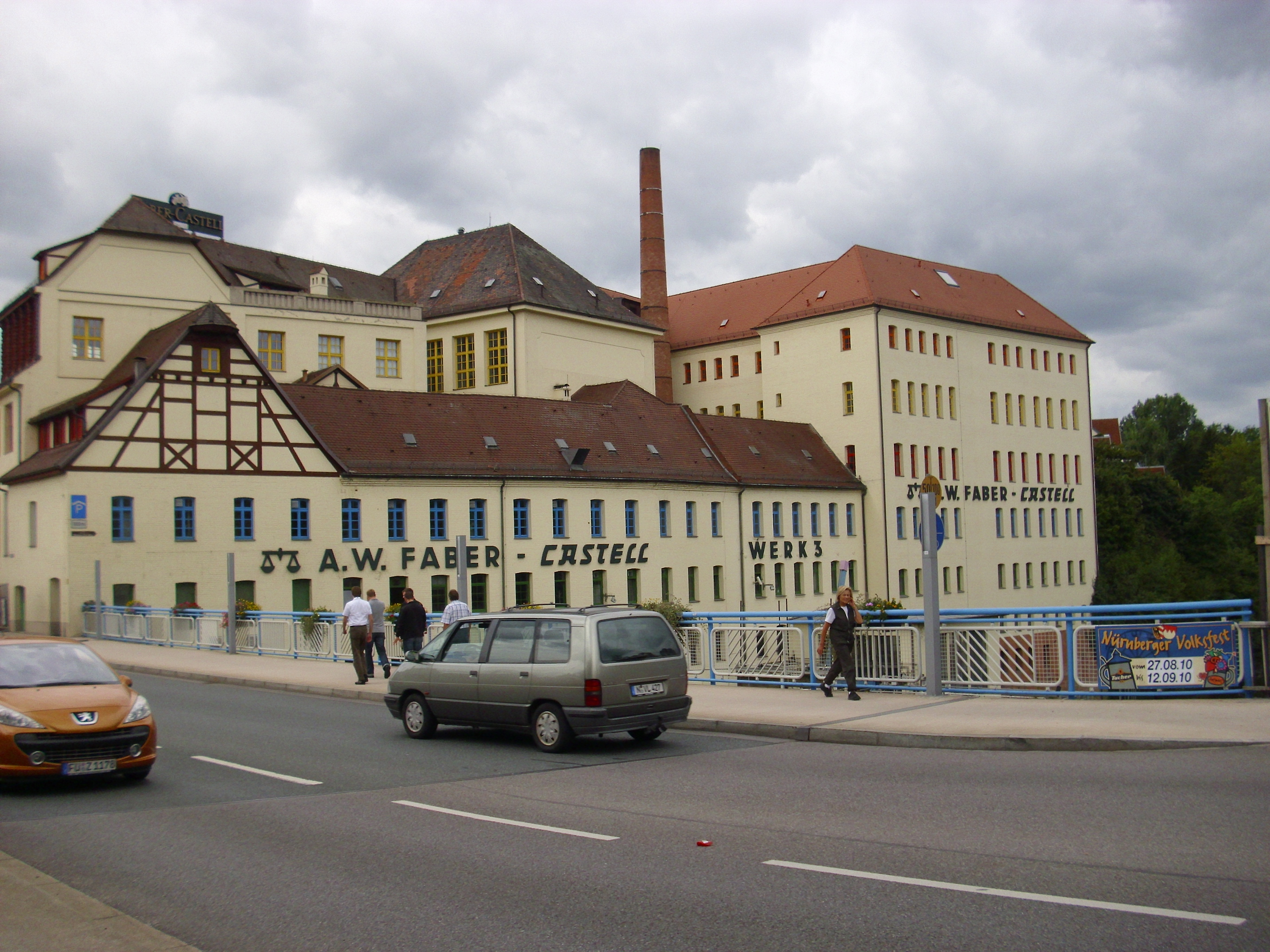
Alte Bleimühle in Stein bei Nürnberg

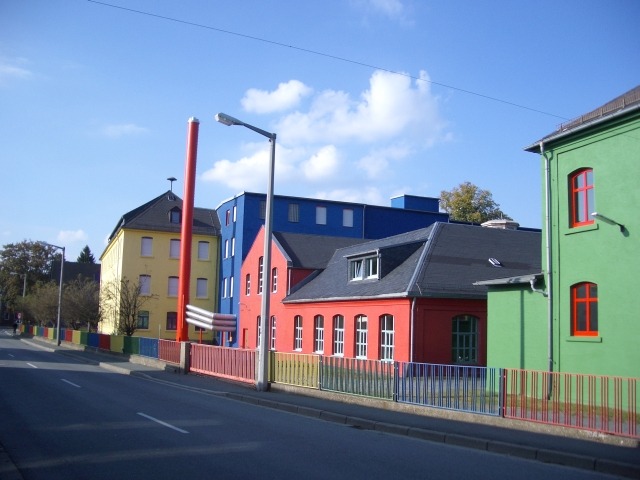
Faber-Castell-Werk in Geroldsgrün (Oberfranken)

Seit 1719 gab es in Stein bei Nürnberg die ersten Bleistiftmacher. 1758 ließ sich der Schreiner Kaspar Faber dort nieder und begann 1761 ebenfalls mit der Herstellung von Bleistiften. Diese wurden auf dem Nürnberger Markt verkauft. Im Jahre 1851 führte sein Nachfolger, Lothar Faber, eine Bleistiftnorm ein, die noch heute richtungsweisend für die gesamte Bleistiftindustrie ist. Für seine Verdienste wurde er 1881 geadelt. Faber baute einen repräsentativen Firmensitz am Faberschloss.
Zum 100. Firmenjubiläum 1861 wurde das Zweigwerk in Geroldsgrün eröffnet, zunächst als Schiefertafelfabrik. Lothar Faber wurde 1874 mit einer Petition an den Deutschen Reichstag „zur Schaffung eines Markenschutzgesetzes“ zum Wegbereiter des Markenschutzgesetzes in Deutschland (Mai 1875). Lothars Enkelin Ottilie heiratete 1898 Alexander Graf zu Castell-Rüdenhausen. Sie übernahmen nach dem Tod Lothars (1896) einen Teil und nach dem Tod von Lothars Witwe 1903 die ganze Firma, wodurch sich der neue Firmenname Faber-Castell ergab (Graf Alexander änderte seinen Namen in Alexander von Faber-Castell). Im Jahre 1905 wurde von Alexander von Faber-Castell die Bleistiftmarke „Castell“ für besonders hochwertige Bleistifte eingeführt. 1931/1932 wurde die Johann-Faber-Bleistiftfabrik übernommen; damit verbunden war zugleich eine Beteiligung an der größten Bleistiftfabrik der Welt „Lápis Johann Faber“ in Brasilien.
1935 wurde die Füllhalterfirma Osmia in Dossenheim von A.W. Faber-Castell erworben. Während des Zweiten Weltkriegs produzierte die Osmia GmbH anstelle von Füllhaltern Kriegsmaterialien.
Im Jahre 1948 wurde mit Einführung des TK-Stiftes für technisches Zeichnen der internationale Durchbruch erzielt.
Im Laufe der 1960er und 1970er Jahre wurde die Produktion von Textmarkern und Faserstiften aufgenommen. Zwischen 1880 und 1975 war Faber-Castell weltweit einer der wichtigsten Hersteller von Rechenschiebern.
Anfang der 1990er Jahre entwickelte Faber-Castell die umweltfreundliche Wasserlacktechnologie für Blei- und Farbstifte. 1992 wurde die weltweit erste Produktionsanlage für umweltfreundliche Blei- und Farbstifte durch den damaligen Bundesumweltminister Klaus Töpfer in Betrieb genommen.
Seit 2000 verpflichtet sich das Unternehmen freiwillig mit einer eigenen Charta, in allen Niederlassungen weltweit die empfohlenen Beschäftigungs- und Arbeitsbedingungen der ILO einzuhalten.
Im November 2006 erhielt Faber-Castell den vom Forum Zukunftsökonomie verliehenen „Preis der Arbeit“ für Unternehmen, die ihrer sozialen und ökologischen Verantwortung in besonderer Weise gerecht werden.
Seit 2007 wird die Akademie Faber-Castell als private Bildungseinrichtung für Kunst, Kultur und Design betrieben. Der Betrieb wird bis Ende 2026 eingestellt.
Der erste familienfremde Chef war ab Juni 2017 Daniel Rogger. 2017 machte das Unternehmen 40 % seines Umsatzes in Südamerika, 35 % in Europa und Afrika sowie 25 % in Asien.

## Produkte
Die Produkte von Faber-Castell sind in die Kategorien allgemeines Schreiben (Büroartikel), Schule, Graf von Faber-Castell (edle Schreibgeräte) und Art & Graphic gegliedert. Zu letzterer Kategorie zählen die älteren, vor allem bei Künstlern bekannten Produktreihen Albrecht Dürer für Aquarellstifte und Aquarellfarben, Polychromos für Ölkreiden und Farbstifte mit Ölkreide, Pitt für Pastellstifte, Zeichenkohlen und Fasermaler mit Pigmenttuschen sowie TK für technischen Zeichnenbedarf.

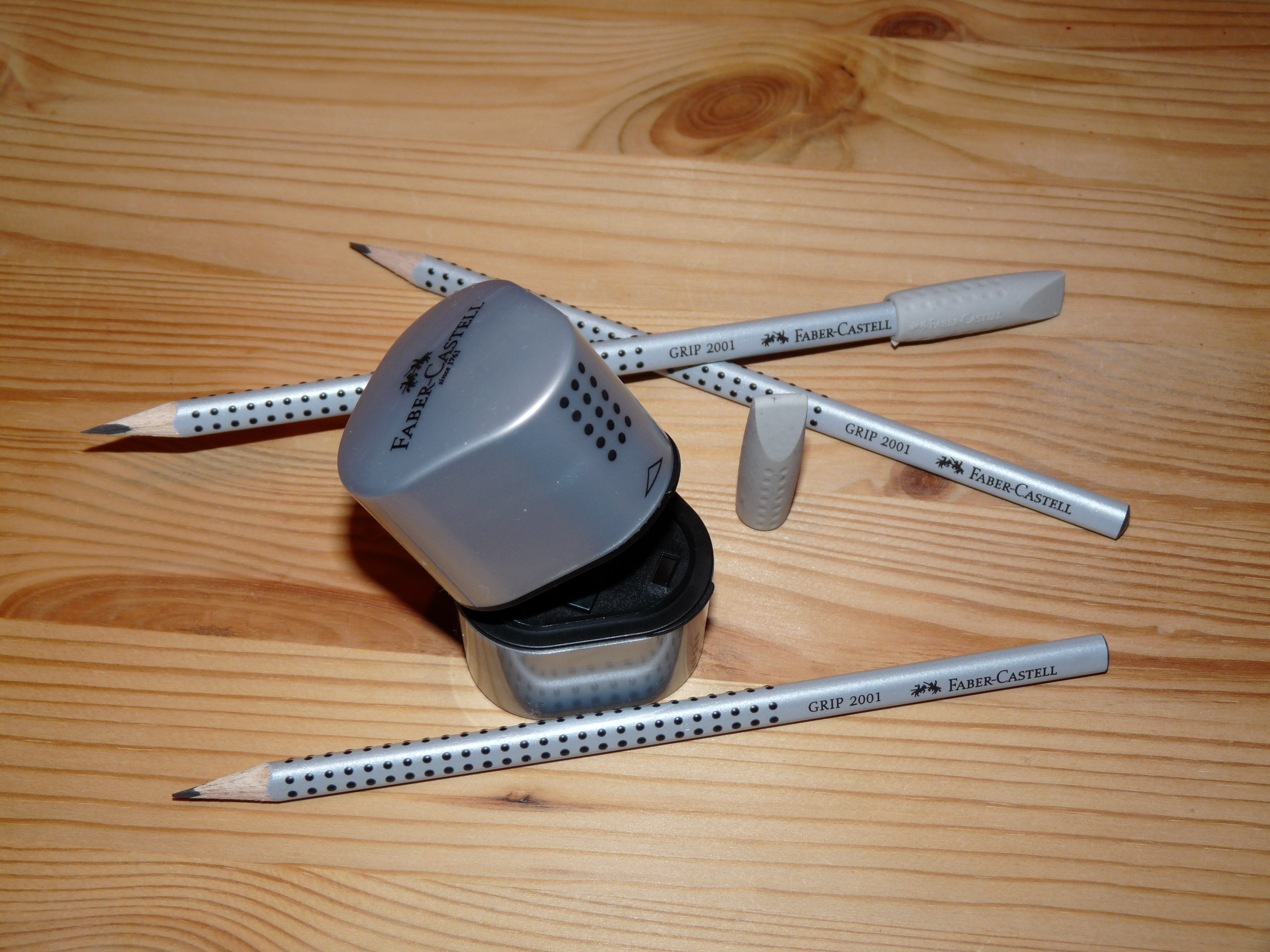
Bleistifte und Anspitzer im „Grip“-Design
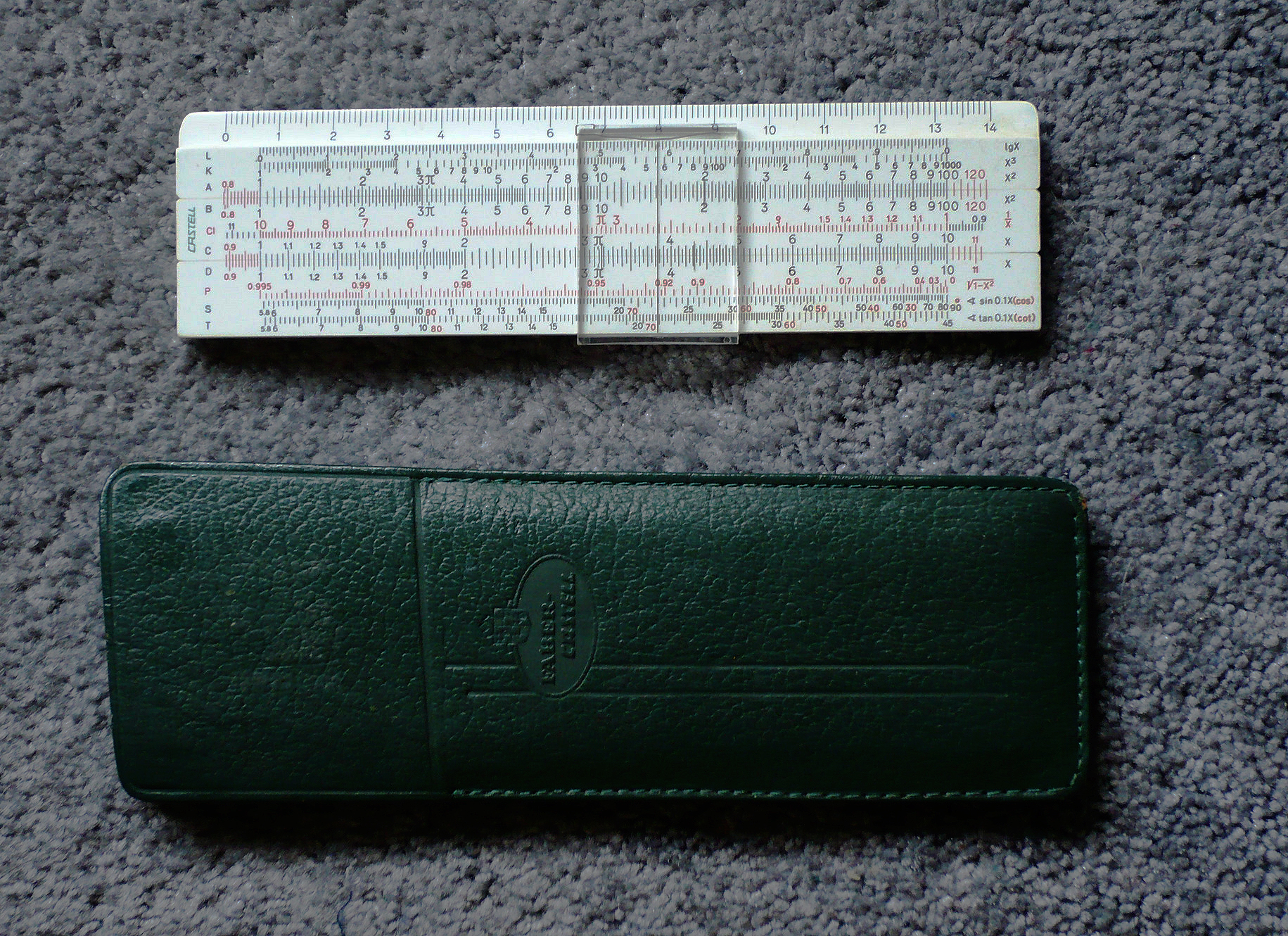
Rechenschieber
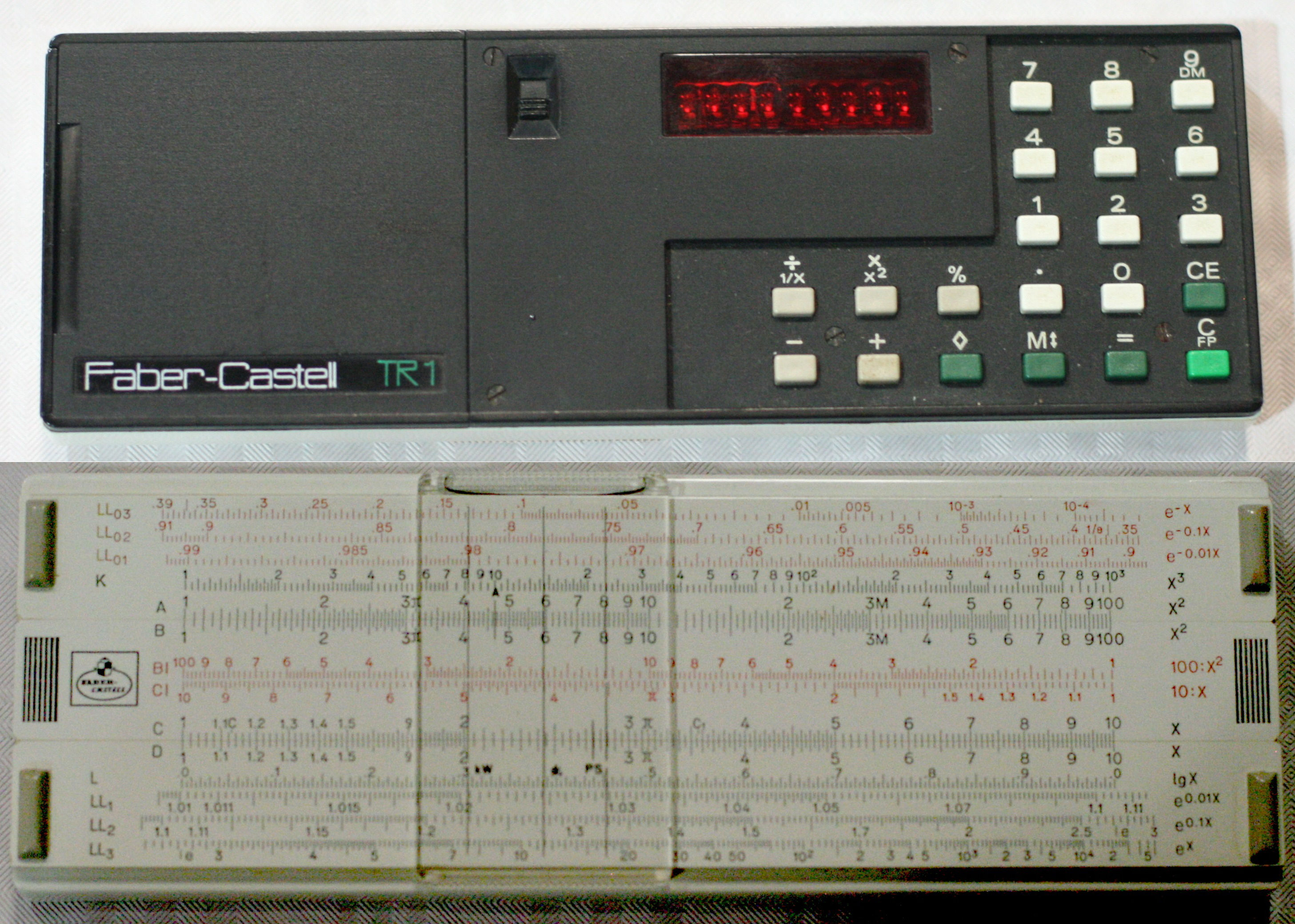
Taschenrechner TR-1 mit Rechenschieber auf der Rückseite
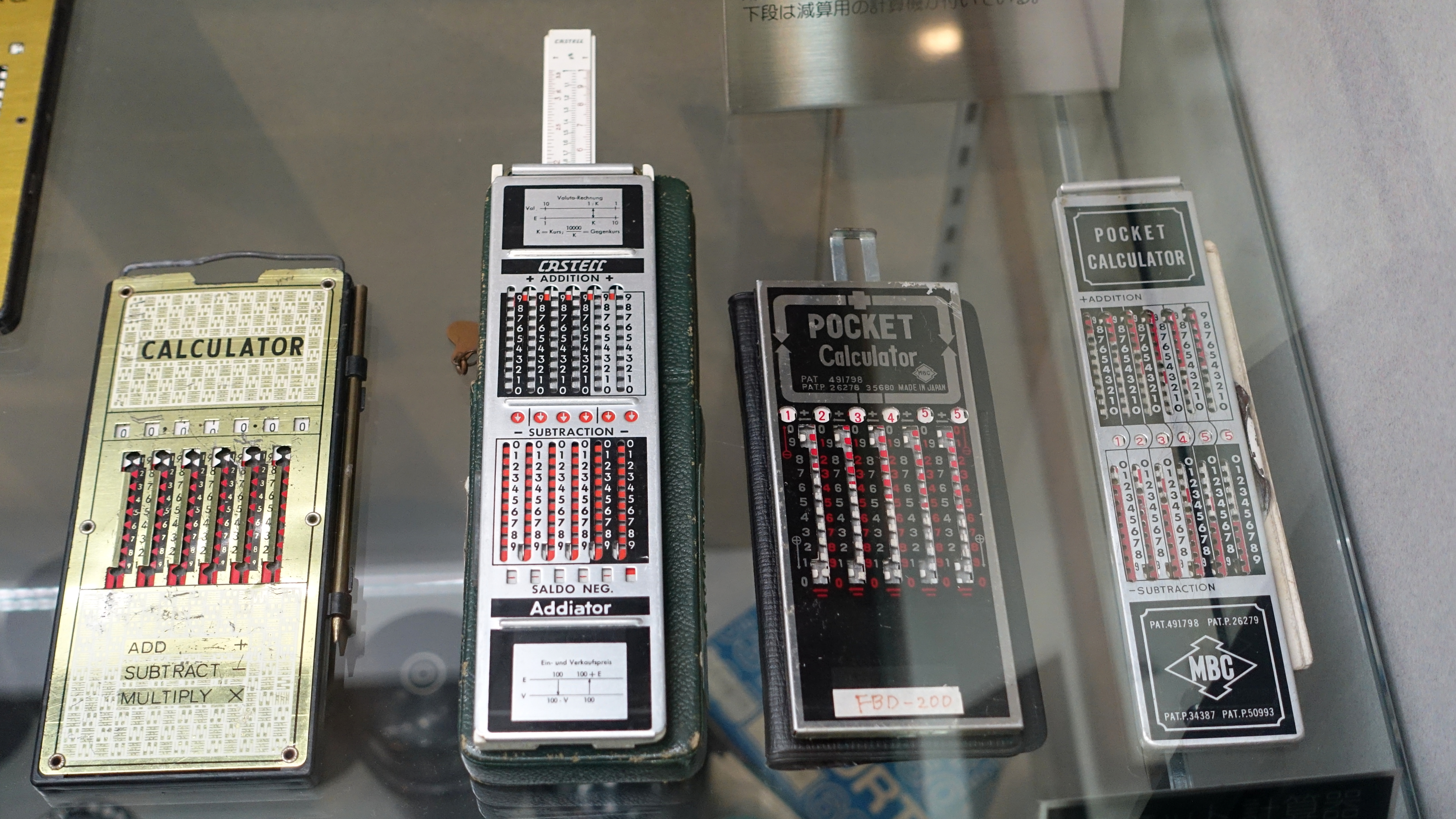
2. von links: Castell-Addiator, eine Kombination von Rechen- und Zahlenschieber
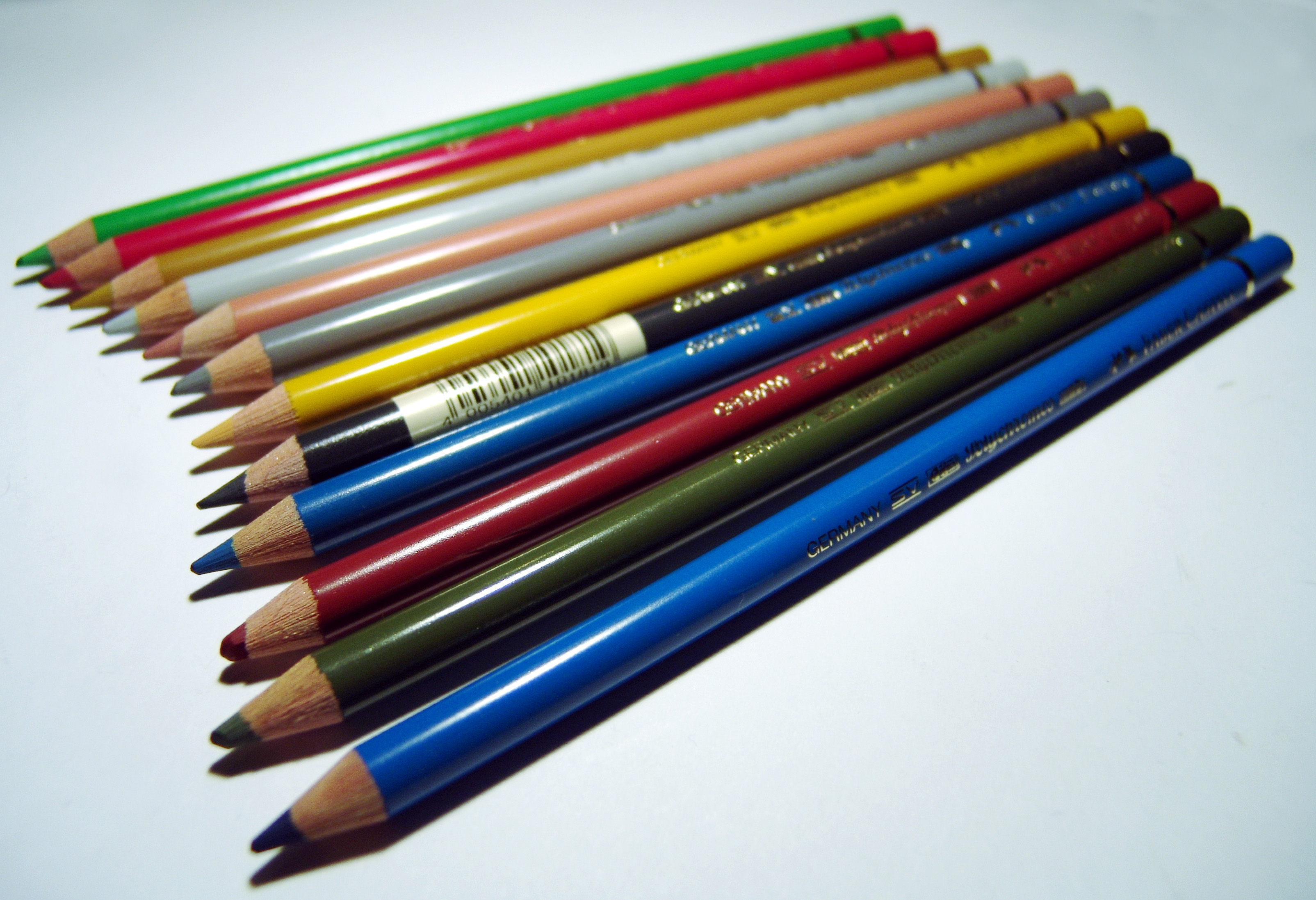
Künstlerfarbstifte Polychromos
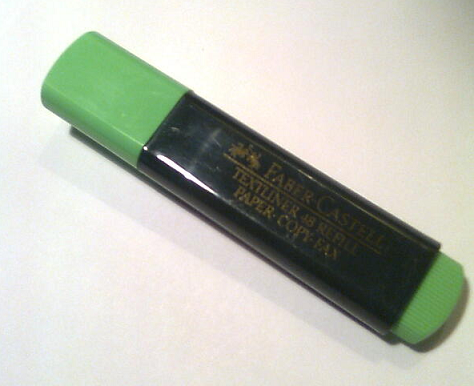
Textmarker
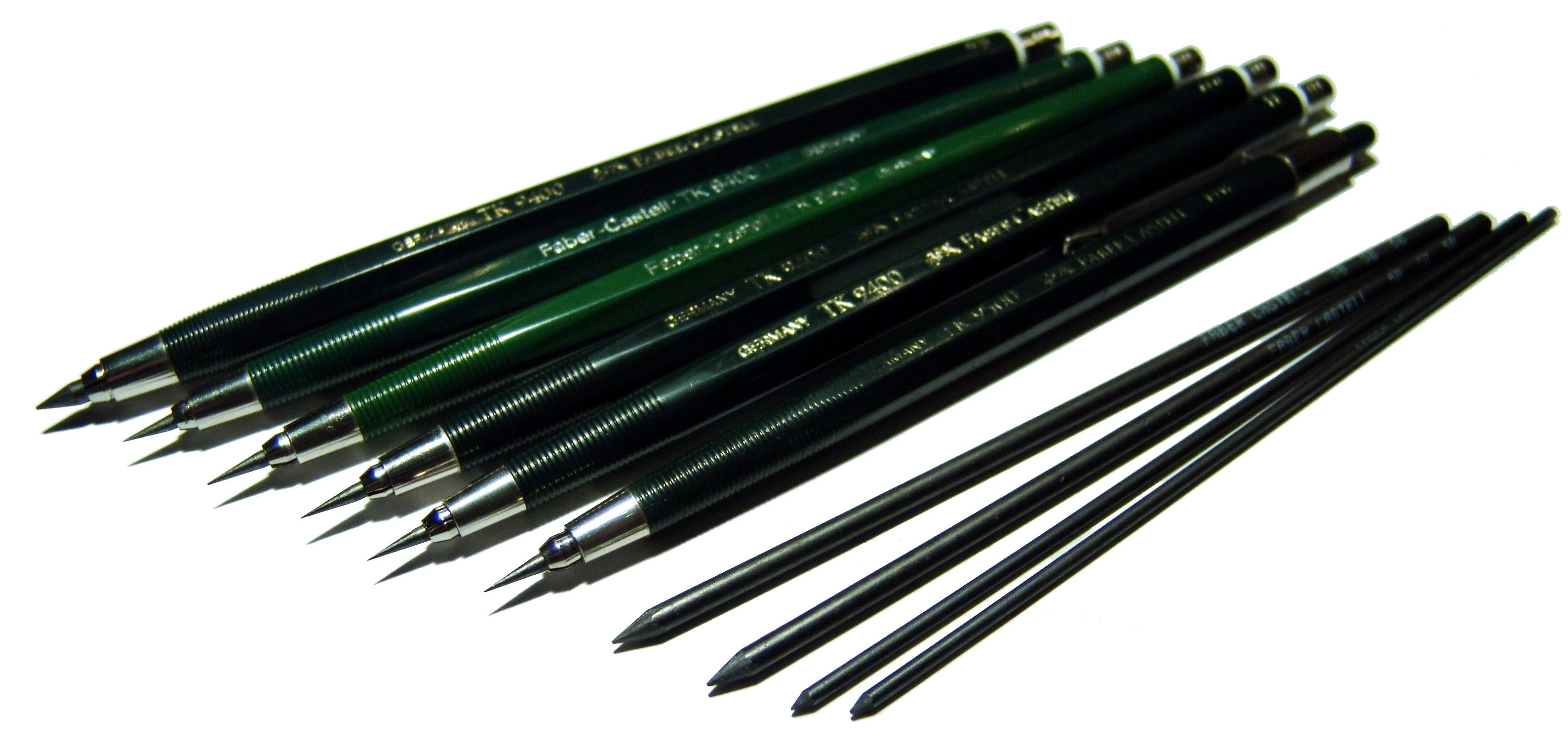
Fallminenstifte TK-Serie

## Sonstiges
Der Dokumentarfilmer Michael Moore drehte Teile seines im Jahr 2015 erschienenen Films Where to Invade Next im Faber-Castell-Werk in Stein.